# Eugène Aroux
Eugène Aroux est un homme politique français né le 21 octobre 1793 à Rouen (Seine-Inférieure) et mort le 17 octobre 1859 à Paris.

## Biographie
Fils de Michel Aroux, député sous l'Empire, il s'installe comme avocat à Rouen en 1815 et devient un opposant libéral à la Restauration. Il est procureur du roi à Rouen de août 1830 à 1832 et député de la Seine-Inférieure de 1831 à 1837. Il siège dans la majorité conservatrice, mais avec une certaine indépendance. Il se consacre après 1837 à des travaux littéraires et à des traductions. Il est domicilié au no 52 rue Beauvoisine à Rouen.

## Distinctions
- Chevalier de la Légion d'honneur (1836)[2].

## Publications
- (trad.) Dante. La Divine Comédie. Enfer. Purgatoire. Paradis. Traduction en vers. Avec le texte en regard, accompagnée de Notes et éclaircissements. Paris 1842.
- (trad.) La Comédie de Dante, Enfer, Purgatoire, Paradis, traduite en vers selon la lettre, et commentée selon l’esprit, suivie de la clef du langage symbolique des fidèles d’amour. Paris 1856-1857.
- Dante hérétique, révolutionnaire et socialiste, révélations d'un catholique sur le Moyen Âge, 1854.